# BV Большой Медведицы
BV Большой Медведицы (лат. BV Ursae Majoris) — одиночная переменная звезда в созвездии Большой Медведицы на расстоянии (вычисленном из значения параллакса) приблизительно 35298 световых лет (около 10823 парсека) от Солнца. Видимая звёздная величина звезды — от +17,4m до +16,7m.

## Характеристики
BV Большой Медведицы — пульсирующая переменная звезда типа RR Лиры (RR).